# Rinky Dink
Rinky Dink est une chanson interprétée par Dave "Baby" Cortez en 1962. Co-écrite avec Paul Winley,, elle atteint le top 10 du Billboard Hot 100.
Il s'agit également du titre éponyme de l'album sorti la même année chez Chess Records.

## Histoire
Auréolé du succès de The Happy Organ en 1959 (#1 au Billboard), Cortez propose le titre Rinky Dink à Wally Moody, propriétaire du label Clock, en 1962. Celui-ci refuse catégoriquement, poussant Cortez à quitter la maison de disques chez qui il avait signé quatre ans auparavant.
Cortez le propose alors au label Julia(Chess Records) et atteint une nouvelle fois le top 10 du Billboard en 1962.
La chanson reprend le riff de guitare de Jody Williams, déjà entendu quelques années plus tôt dans le titre Love Is Strange de Mickey & Sylvia. L'éditeur de Cortez est assigné en justice dès 1963 à ce sujet mais le jugement permet toutefois à Cortez de conserver les droits de cette version.

## Classements
| Classement (1962)              | Position |
| ------------------------------ | -------- |
| États-Unis (Billboard Hot 100) | 10       |
| États-Unis (Billboard RnB)     | 9        |
| États-Unis (Cash Box)          | 11       |

| Classement annuel              | 1962 |
| ------------------------------ | ---- |
| États-Unis (Billboard Hot 100) | 59   |

## Reprises
Cet instrumental est repris par plusieurs artistes dont
- Booker T. & the M.G.'s sur leur album Green Onions[10] en 1962.
- Bill Justis sur l'album Alley Cat/Green Onions: Bill Justis Plays 12 Big Instrumental Hits[11].
- Steve Allen sur l'album Gravy Waltz and 11 Current Hits! en 1963[12].
- Al Grey sur l'album Having a Ball (en) en 1963[13].
- Paul Revere & the Raiders sur l'album Paul Revere & the Raiders en 1963[14].
- The Johnny Howard Band le reprend en single en 1964[15]. Cette version sera utilisée en tant que jingle sur Radio Caroline par Tom Lodge[16].
- Sounds Incorporated (en), en face B de leur single Spanish Harlem en 1964[17]. Cette version sera également utilisée en tant que jingle sur Radio Caroline par Tom Lodge[16].
- Willie Mitchell, sur l'album Hold It!!! Here's Willie Mitchell en 1965[18].
- Roland Alphonso and the Studio 1 Orchestra, en tant que single en 1966 au Royaume-Uni[19].
- The Tornados, sur le EP Please Don't Go en 1997[20].

## Album
Un album sort en 1962 chez Chess Records (LP 1473).